# Elodea nuttallii
Elodea nuttallii es una especie de Liliopsida del género Elodea, de la familia Hydrocharitaceae, del orden Alismatales.

## Taxonomía
Fue descrita científicamente por (Planch.) H.St.John. Fue publicado por primera vez en Rhodora 22: 29 (1920)